# Strada statale 86 (Polonia)
La strada statale 86 (sigla DK 86, in polacco droga krajowa 86) è una strada statale polacca che attraversa il Paese da Siewierz a Tychy.